# نادي السروراب
نادي السروراب  هو نادي رياضي ثقافي اجتماعي، تأسس في    عام 1939 ،  من أعرق النوادي في منطقة امدرمان ويقع النادي شمال امدرمان  منطقة السروراب.

## موقع النادي
يقع النادي في الريف الشمالي «شمال امدرمان»، بالقرب من مدينة الجزيرة اسلانج (الفكي الأمين) والامتداد.

## صعودة إلى دوري الدرجة الأولى
إستطاع السروراب أن يحقق إنجازا فريداً من نوعه ويصعد لمصاف أندية الدرجة الأولى بإتحاد الخرطوم بعد تخطيه نادي السمرة الجموعية ٢/٤ بركلات الترجيح بعد تعادل الفريقين في الزمن الرسمي للمباراة بهدف لكل، وذلك في اللقاء الذي إحتضنه ملعب إستاد الخرطوم صعد نادي السروراب إلى مصاف أندية الدرجة الأولى لإتحاد الخرطوم موسم 2022.

## روابط خارجية
- صعود نادي السروراب حلقة تلفزيونية على قناة البلد الفضائية السودانية على يوتيوب